# سیارک ۴۶۶۳
سیارک ۴۶۶۳ (به انگلیسی: 4663 Falta، نامگذاری:1984SM1) چهار هزار و ششصد و شصت و سومین سیارک کشف شده‌است که در ۲۷ سپتامبر ۱۹۸۴ کشف شد.
قدر مطلق سیارک برابر ۷.۸ است.